# مارت (تورینگن)
مارت (به آلمانی: Marth) یک شهر در آلمان است که در آیشسفلد واقع شده‌است. مارت ۳۶۲٬۰۰۰ نفر جمعیت دارد.